# Dagoberto Portillo
Dagoberto Portillo Gamero (né le 16 novembre 1979 à San Salvador au Salvador) est un joueur de football international salvadorien, qui évoluait au poste de gardien de but.

## Biographie

### Carrière en sélection
Avec l'équipe du Salvador, il joue 30 matchs (pour aucun but inscrit) entre 2007 et 2013. 
Il figure dans le groupe des sélectionnés lors des Gold Cup de 2007, de 2011 et de 2013. Il atteint les quarts de finale de cette compétition en 2011 et 2013.
Il joue également neuf matchs comptant pour les tours préliminaires de la coupe du monde 2014.

## Palmarès
| Isidro Metapán - Championnat du Salvador (2) : - Champion : 2008 (Ouverture) et 2009 (Clôture). |  | CD FAS - Championnat du Salvador (1) : - Champion : 2009 (Ouverture). |  | Luis Ángel Firpo - Championnat du Salvador (1) : - Champion : 2013 (Clôture). |